# Michaił Janiszewski
Michaił Erastowicz Janiszewski (ros. Михаил Эрастович Янишевский, ur. 2 grudnia/14 grudnia 1871 w Kazaniu, zm. 4 grudnia 1949 w Leningradzie) – rosyjski paleontolog i geolog. 

## Życiorys
Syn matematyka Erasta Janiszewskiego, brat neurologa Aleksieja Janiszewskiego.
Ukończył studia na Uniwersytecie Kazańskim. W latach 1902–1911 profesor Tomskiego Instytutu Technologicznego. Od 1915 w Sankt Petersburgu, wykładał w Instytucie Psychoneurologicznym i na Kursach Bestużewskich. Od 1919 na katedrze paleontologii Uniwersytetu w Petersburgu.

## Wybrane prace
- Фауна каменноугольного известняка, выступающего по р. Шартымке на восточном склоне Урала W: Труды общества естествоиспытателей при Казанском ун-те, Казань, 1900, т. 34, вып. 5
- Фауна брахиопод нижнего карбона Ленинградской области. Л., 1954.